# بريغهام (ويسكونسن)
بريغهام (بالإنجليزية: Brigham, Wisconsin)‏ هي بلدة تقع بولاية ويسكونسن في الولايات المتحدة. تبلغ مساحتها 166 (كم²)، وترتفع عن سطح البحر 345 م، بلغ عدد سكانها 908 نسمة في عام 2000 حسب إحصاء مكتب تعداد الولايات المتحدة وتصل الكثافة السكانية فيها 5.5 نسمة/كم2.

## وصلات خارجية
- http://www.town.brigham.iowa.wi.us
- The US50 - Cities and Towns in Wisconsin State
- Wisconsin Cities and Towns, Facts, Map, Flag, Colleges, Government, and More